# رودولف رافتل
رودولف رافتل (به آلمانی: Rudolf Raftl) بازیکن فوتبال و دروازه‌بان اهل آلمان است که از سال ۱۹۳۸ میلادی عضو تیم ملی فوتبال آلمان بوده‌است. وی در ۶ بازی ملی حضور داشته است و آخرین بازی ملی خود را در سال ۱۹۴۰ میلادی انجام داد. رودولف رافتل در بازی‌های ملی‌اش گلی به ثمر نرساند.